# دير الأنبا باخوميوس (إدفو)
دير الأنبا باخوميوس يقع في سفح الجبل في حاجر إدفو. وكان الدير قبل عام 1975م يصلي فيه بعض الكهنة المنتدبين من القرى المجاورة إلى أن استقر الأمر على المتنيح القمص أيوب حنا وتنيح عام 1975م . وكان الطريق إلى الدير غير ممهداً ولم تكن وصلت إليه الكهرباء، وحالة المباني آيلة للسقوط. كما أنه على مقربة من مدافن المسيحين..
إلى أن أشرق على هذا الدير فجر جديد برعاية الحبر الجليل الأنبا هيدرا أسقف أسوان ورئيس دير الأنبا باخوميوس بحاجر إدفو. ولأن نيافته يعشق الحياة الرهبانية فأولى هذا الدير رعاية خاصة وأحب المكان حباً عجيباً إلى درجة أنه قبل تعمير الدير كان نيافته يصلي فيه التسبحة بمفردة.

## التعمير بالدير
+ تم إنشاء العديد من القلالي تتسع للرهبان الذين ازداد عددهم بالدير.
+ إنشاء منارتان بارتفاع 35 متراً فوق الجبل ليكون الدير مقصداً لطالبيه من كل مكان.
+ إنشاء عمارتين مخصصتين للضيوف والزوار والآباء الكهنة وطالبي البركة.
+ عمارة لاستضافة الآباء الأساقفة ومكتبة للرهبان وقاعة لبيع المعروضات.
+ كنيسة كبيرة على اسم السيدة العذراء أشبه بكنيسة العذراء الزيتون.

## وصلات خارجية
- القديس الأنبا باخوميوس أب الشركة
- دير القديس الأنبا باخوميوس الشايب بالأقصر